# Carlos Campos (chilijski piłkarz)
Carlos Héctor Campos Silva (ur. 14 lutego 1937 w Santiago, zm. 11 listopada 2020 w Ovalle) – chilijski piłkarz, napastnik. Brązowy medalista Mistrzostw Świata 1962, które odbyły się w jego ojczyźnie.
W reprezentacji Chile grał w pierwszej połowie lat 60. Podczas Mistrzostw Świata 1962 zagrał w jednym spotkaniu, w którym reprezentacja Chile wygrała 1–0 spotkaniu z reprezentacją Jugosławii. Znajdował się w kadrze reprezentacji Chile na Mistrzostwa Świata 1966, które odbyły się w Anglii. W dorosłej karierze jego jedynym klubem był Club Universidad de Chile, w 259 spotkaniach ligowych zdobył 184 bramki. Sześciokrotnie sięgał po tytuł mistrza kraju (1959, 1962, 1964, 1965, 1967, 1969).